# Melincourt
Melincourt és un municipi francès situat al departament de l'Alt Saona i a la regió de Borgonya - Franc Comtat. L'any 2007 tenia 258 habitants.

## Demografia

### Població
El 2007 la població de fet de Melincourt era de 258 persones. Hi havia 102 famílies, de les quals 28 eren unipersonals (16 homes vivint sols i 12 dones vivint soles), 37 parelles sense fills i 37 parelles amb fills.
La població ha evolucionat segons el següent gràfic:
Habitants censats

### Habitatges
El 2007 hi havia 133 habitatges, 103 eren l'habitatge principal de la família, 16 eren segones residències i 14 estaven desocupats. 129 eren cases i 4 eren apartaments. Dels 103 habitatges principals, 84 estaven ocupats pels seus propietaris, 15 estaven llogats i ocupats pels llogaters i 3 estaven cedits a títol gratuït; 2 tenien dues cambres, 12 en tenien tres, 19 en tenien quatre i 69 en tenien cinc o més. 81 habitatges disposaven pel capbaix d'una plaça de pàrquing. A 36 habitatges hi havia un automòbil i a 52 n'hi havia dos o més.

### Piràmide de població
La piràmide de població per edats i sexe el 2009 era:
| Homes | Edats   | Dones |
| ----- | ------- | ----- |
| 0     | 95 o +  | 0     |
| 0     | 90 a 94 | 4     |
| 0     | 85 a 89 | 4     |
| 0     | 80 a 84 | 4     |
| 4     | 75 a 79 | 8     |
| 4     | 70 a 74 | 0     |
| 4     | 65 a 69 | 4     |
| 12    | 60 a 64 | 20    |
| 4     | 55 a 59 | 8     |
| 8     | 50 a 54 | 4     |
| 4     | 45 a 49 | 12    |
| 12    | 40 a 44 | 8     |
| 12    | 35 a 39 | 0     |
| 8     | 30 a 34 | 12    |
| 8     | 25 a 29 | 8     |
| 0     | 20 a 24 | 4     |
| 0     | 15 a 19 | 8     |
| 4     | 10 a 14 | 20    |
| 8     | 5 a 9   | 8     |
| 4     | 0 a 4   | 8     |

## Economia
El 2007 la població en edat de treballar era de 153 persones, 114 eren actives i 39 eren inactives. De les 114 persones actives 106 estaven ocupades (62 homes i 44 dones) i 8 estaven aturades (3 homes i 5 dones). De les 39 persones inactives 14 estaven jubilades, 15 estaven estudiant i 10 estaven classificades com a «altres inactius».

### Ingressos
El 2009 a Melincourt hi havia 111 unitats fiscals que integraven 269 persones, la mediana anual d'ingressos fiscals per persona era de 15.865 €.

### Activitats econòmiques
Dels 10 establiments que hi havia el 2007, 1 era d'una empresa de fabricació d'altres productes industrials, 4 d'empreses de construcció, 2 d'empreses de comerç i reparació d'automòbils, 1 d'una empresa de transport, 1 d'una empresa immobiliària i 1 d'una empresa de serveis.
L'únic servei als particulars que hi havia el 2009 era un paleta.
L'any 2000 a Melincourt hi havia 14 explotacions agrícoles que ocupaven un total de 752 hectàrees.

## Equipaments sanitaris i escolars
El 2009 hi havia una escola elemental integrada dins d'un grup escolar amb les comunes properes formant una escola dispersa.

## Poblacions més properes
El següent diagrama mostra les poblacions més properes.